# ATP Challenger São Paulo (2013–2015)
Das ATP Challenger São Paulo (offizieller Name: IS Open) war ein Tennisturnier in São Paulo, das von 2013 bis 2015 ausgetragen wurde. Es war im Jahr 2013 bereits das vierte Turnier der ATP Challenger Tour, dass in São Paulo ausgetragen wird. Es wurde im Freien auf Sandplatz gespielt.

## Liste der Sieger

### Einzel
| Jahr | Sieger            | Finalgegner       | Ergebnis          |
| ---- | ----------------- | ----------------- | ----------------- |
| 2015 | Carlos Berlocq    | Kimmer Coppejans  | 6:3, 6:1          |
| 2014 | nicht ausgetragen | nicht ausgetragen | nicht ausgetragen |
| 2013 | Guido Pella       | Facundo Argüello  | 6:1, 6:0          |

### Doppel
| Jahr | Sieger                                | Finalgegner                | Ergebnis          |
| ---- | ------------------------------------- | -------------------------- | ----------------- |
| 2015 | Hans Podlipnik-Castillo Caio Zampieri | Nicolás Kicker Renzo Olivo | 7:5, 6:0          |
| 2014 | nicht ausgetragen                     | nicht ausgetragen          | nicht ausgetragen |
| 2013 | Roman Borvanov Artem Sitak            | Sergio Galdós Guido Pella  | 6:4, 7:63         |